# DAM (zespół muzyczny)
DAM (arab. ‏دام‎; hebr. ‏דם‎) (Da Arabian MC) – pierwsza palestyńska grupa hip-hopowa. Założona została w 1999 roku w Lod – mieście w Izraelu. Jej członkami są: Tamer Nafar, Suhell Naffar i Mahmuda. 
DAM śpiewa o życiu w okupowanej Palestynie. Śpiewają głównie w trzech językach: arabskim, hebrajskim i angielskim.
Ich najpopularniejszą piosenką jest utwór Meen Erhabi – „Kto jest terrorystą?”.

## Tamer Naffar
Tamer Naffar urodził się 6 czerwca 1979 roku w Lod. W 1999 razem z bratem i przyjacielem stworzyli grupę hip-hopową DAM. Tamer Naffar jest głównym wokalistą zespołu. Dostał propozycję udziału w filmie dokumentalnym „Channels of Rage”.

## Dyskografia
- Stop Selling Drugs (1999)
- Meen Erhabi (2001)
- Dedication (2006)